# Brett Keisel
Brett «The Diesel» Keisel (Provo, Utah, 19 de septiembre de 1978) es un jugador de fútbol americano que jugó para los Pittsburgh Steelers  conocido por su poblada barba.

## Universidad
Después de jugar su etapa de secundaria en la secundaria Greybull High Schooll en Greybull, Wyoming, Keisel fue Redshirt (eso significaba que aunque entrenaba no podía competir) en su primer año en la Universidad Brigham Young.  Jugó como línea defensiva en sus primer año y después fue transferido a la Snow College, que es una universidad pública rural localizada en Ephraim, Utha.
Después de una temporada allí volvió a la universidad de Brigham para terminar allí su carrera de fútbol universitario, tenía 66 Tackles con 39 Tackles en solitario y 9 Sacks,  19 de sus placajes habían sido detrás de la línea de scrimmage.

## Draft
Fue elegido por los Pittsburgh Steelers en la séptima ronda del Draft  de la NFL de 2002 en el lugar número 242.

## Pittsburgh Steelers

### 2002
Durante su año como novato tuvo 5 apariciones haciendo 5 tackles.
| 2002                                                       | STL | 5 | 0 | 4 | 3 | 1 | 0 | -- | 0 | -- | -- | 0 | -- | -- | 0 |
| Source: Stats Keisel Estadísticas actualizadas: 12/01/2011 |     |   |   |   |   |   |   |    |   |    |    |   |    |    |   |

### 2003
Fue ingresado en la lista de lesionados por toda le temporada después de haber pasado por una cirugía en una lesión de hombro.
| 2003                                                       | STL | 0 | 0 | 0 | -- | -- | -- | -- | -- | -- | -- | 0 | -- | -- | -- |
| Source: Stats Keisel Estadísticas actualizadas: 12/01/2011 |     |   |   |   |    |    |    |    |    |    |    |   |    |    |    |

### 2004
Volvió en esa temporada y tuvo 13 apariciones para 33 placajes y tres sacks durante este año logró su primer sack de toda su carrera en la NFL.
| 2004                                                       | STL | 13 | 0 | 9 | 5 | 4 | 0 | -- | 0 | -- | -- | 0 | -- | -- | 0 |
| Source: Stats Keisel Estadísticas actualizadas: 12/01/2011 |     |    |   |   |   |   |   |    |   |    |    |   |    |    |   |

### 2005
| 2005                                                       | STL | 16 | 0 | 33 | 23 | 10 | 3 | -- | 2 | -- | -- | 0 | -- | -- | 1 |
| Source: Stats Keisel Estadísticas actualizadas: 12/01/2011 |     |    |   |    |    |    |   |    |   |    |    |   |    |    |   |

### 2006
Después de que Kimbo Von Oelhoffern se convirtió en agente libre y se fue a los New York Jets en marzo de 2006, Brett firmó un nuevo contrato  con los Steelers por 4 años con un valor de $ 14 millones de Dólares. Estat temporada él se ganó la titularidad como defensive end derecho, jugó en 16 partidos haciendo 55 tackles y 5.5 Sacks.
| 2006                                                       | STL | 16 | 16 | 55 | 38 | 17 | 5.5 | -- | 4 | -- | -- | 0 | -- | -- | 0 |
| Source: Stats Keisel Estadísticas actualizadas: 12/01/2011 |     |    |    |    |    |    |     |    |   |    |    |   |    |    |   |

### 2007
Jugó en 16 partidos con 39 tackles y dos sacks.
| 2007                                                       | STL | 16 | 16 | 39 | 23 | 16 | 2 | -- | 7 | -- | -- | 0 | -- | -- | 0 |
| Source: Stats Keisel Estadísticas actualizadas: 12/01/2011 |     |    |    |    |    |    |   |    |   |    |    |   |    |    |   |

### 2008
| 2008                                                       | STL | 10 | 10 | 41 | 22 | 19 | 1 | -- | 2 | -- | -- | 0 | -- | -- | 0 |
| Source: Stats Keisel Estadísticas actualizadas: 12/01/2011 |     |    |    |    |    |    |   |    |   |    |    |   |    |    |   |

### 2009
En este año los Steeles firmaron un nuevo contrato con Keisel esta vez fue por 5 años con un costo de $ 18 millones de dólares y un bono de 5 millones de dólares por firmar.
| 2009                                                       | STL | 15 | 15 | 54 | 36 | 18 | 3 | -- | 2 | -- | -- | 0 | -- | -- | 1 |
| Source: Stats Keisel Estadísticas actualizadas: 12/01/2011 |     |    |    |    |    |    |   |    |   |    |    |   |    |    |   |

### 2010
En este año fue llamado por primera vez en su carrera al AFC Pro Bowl. Logró ganar su división pero su equipo perdió en el Super Bowl XLV celebrado el 6 de febrero de 2011 en el Cowboys Stadium, a manos de los Green Bay Packers por un marcador de 31 - 25.
| 2010                                                       | STL | 11 | 11 | 33 | 17 | 16 | 3 | 0 | 7 | 1 | 79 | 79 | 79T | 1 | 2 |
| Source: Stats Keisel Estadísticas actualizadas: 12/01/2011 |     |    |    |    |    |    |   |   |   |   |    |    |     |   |   |

## Estadísticas Totales
| 2010                                                       | STL     | 11 | 11 | 33  | 17  | 16  | 3    | 0  | 7  | 1  | 79 | 79 | 79T | 1  | 2  |
| 2009                                                       | STL     | 15 | 15 | 54  | 36  | 18  | 3    | -- | 2  | -- | -- | 0  | --  | -- | 1  |
| 2008                                                       | STL     | 10 | 10 | 41  | 22  | 19  | 1    | -- | 2  | -- | -- | 0  | --  | -- | 0  |
| 2007                                                       | STL     | 16 | 16 | 39  | 23  | 16  | 2    | -- | 7  | -- | -- | 0  | --  | -- | 0  |
| 2006                                                       | STL     | 16 | 16 | 55  | 38  | 17  | 5.5  | -- | 4  | -- | -- | 0  | --  | -- | 0  |
| 2005                                                       | STL     | 16 | 0  | 33  | 23  | 10  | 3    | -- | 2  | -- | -- | 0  | --  | -- | 1  |
| 2004                                                       | STL     | 13 | 0  | 9   | 5   | 4   | 0    | -- | 0  | -- | -- | 0  | --  | -- | 0  |
| 2003                                                       | STL     | 0  | 0  | 0   | --  | --  | --   | -- | -- | -- | -- | 0  | --  | -- | -- |
| 2002                                                       | STL     | 5  | 0  | 4   | 3   | 1   | 0    | -- | 0  | -- | -- | 0  | --  | -- | 0  |
| 'Total'                                                    | 'Total' |    |    | 268 | 167 | 101 | 17.5 | 0  | 24 | 1  | 79 | -- | 79  | 1  | 4  |
| Source: Stats Keisel Estadísticas actualizadas: 12/01/2011 |         |    |    |     |     |     |      |    |    |    |    |    |     |    |    |

## Vida personal

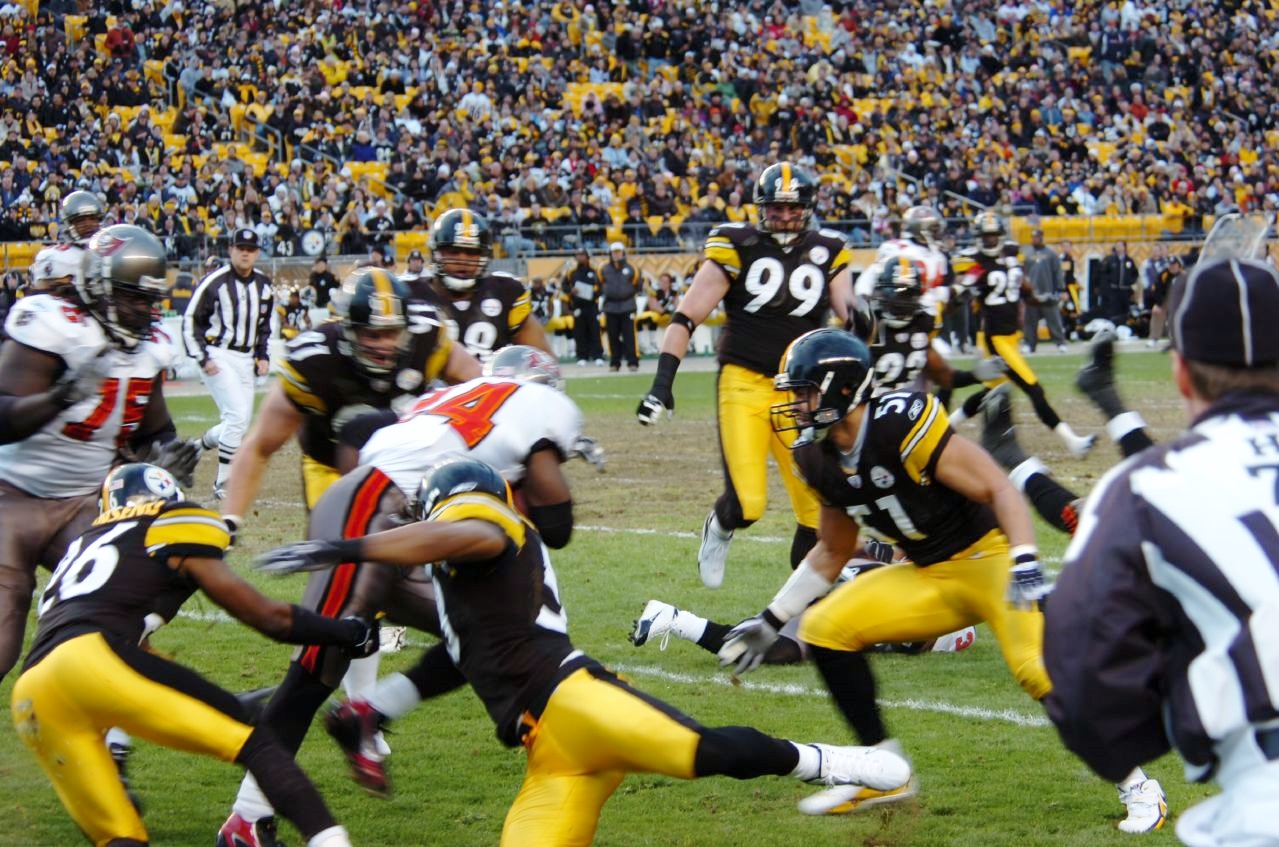
right Steelers contra Tampa Bay Buccaneers

Él es el hijo de Connie y Lane Keisel, y está casado con Sarah Keisel, tiene un hijo llamado Jacob y una hija llamada Grace.

## La Barba de Keisel
La barba de Keisel no es inspirada en la barba del pitcher de los Gigantes de San Francisco Brian Wilson. Keisel empezó a dejar crecer su barba junto con su padre después de un viaje que ambos realizaron en verano para cazar. Lane Keisel tampoco se ha afeitado la barba desde ese día pero la de él no es del mismo tamaño ni tiene la misma notoriedad que la de su hijo. la barba de Keisel ganó fama durante la temporade del 2010. Muchos jugadores de la NFL se dejan crecer sus barbas durante los playoff a estos se les denomina Playoff beards y hacen esto como un amuleto de buena suerte pero la de Keisell tiene una cobertura significante por parte de los medios, la barba tiene su propio Facebook y cuenta en Twitter, y es mencionada durante las transmisiones televisivas de los Steelers.  En una entrevista con Steelers.com dijo que decidió hacer crecer su barba después de tener una discusión acerca de la falta de carácter  en la NFL. En otra entrevista para el periódico  Pittsburgh Post Gazette, dijo que el buscaba cambiar la suerte del equipo, porque el equipo no había podido clasificarse a los playoff en la temporada anterior, Keisel se refiere a su barba como la Cosa Bella y  la Barba más grandiosa de todos los tiempos. .